# Operación Weitsprung

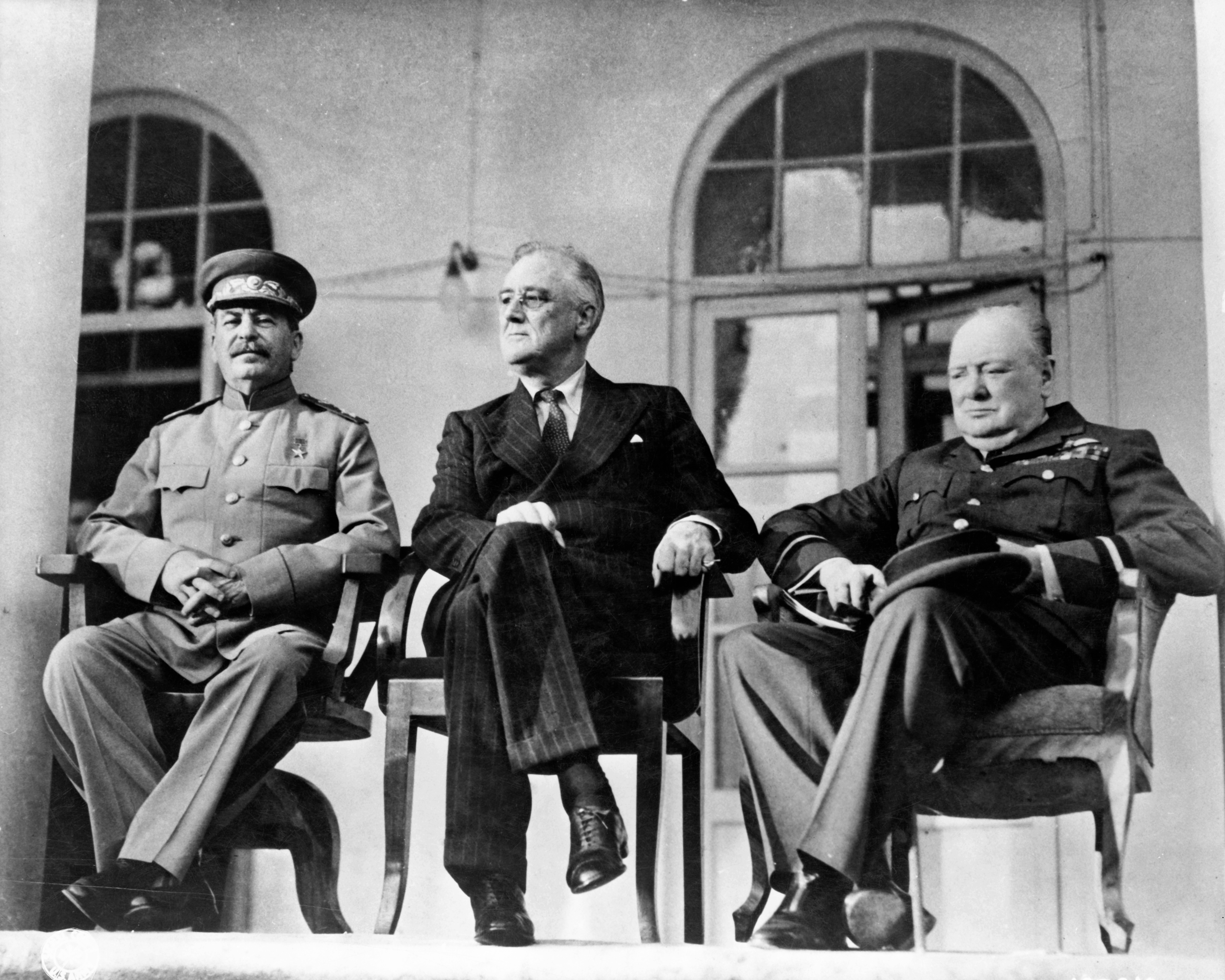
Iósif Stalin, Franklin D. Roosevelt y Winston Churchill en la Conferencia de Teherán (noviembre de 1943).

La históricamente denominada Operación Weitsprung (en alemán Unternehmen Weitsprung y en español Operación Salto de longitud u Operación Salto [en] largo) fue el nombre en clave dado al fallido plan nazi de asesinato de los tres grandes líderes Aliados de la Segunda Guerra Mundial (Iósif Stalin, Winston Churchill y Franklin D. Roosevelt) durante la Conferencia de Teherán en noviembre de 1943.
El complot fue aprobado por Adolf Hitler y planificado por Ernst Kaltenbrunner. La inteligencia alemana estaba al tanto de la fecha y del lugar de la conferencia a llevarse a cabo en octubre de 1943, luego de interceptar un código de la Armada de los Estados Unidos. El SS Obersturmbannführer Otto Skorzeny, famoso por haber rescatado un mes antes a Mussolini de su fortaleza prisión, fue elegido por Kaltenbrunner para liderar la misión. También estuvo involucrado el agente alemán Elyesa Bazna (más conocido por su nombre en clave «Cicero») quien transmitió datos relevantes acerca de la conferencia, desde Ankara, Turquía.
La inteligencia soviética muy pronto descubrió el complot. La primera pista provino del agente soviético Nikolai Kuznetsov. Simulando ser el  Oberleutnant de la Wehrmacht Paul Siebert en la Ucrania ocupada por los nazis, Kuznetsov logró que el SS Sturmbannführer Hans Ulrich von Ortel – quien había sido identificado como «charlatán» y «bebedor» – le hablara de la operación mientras estaba borracho.

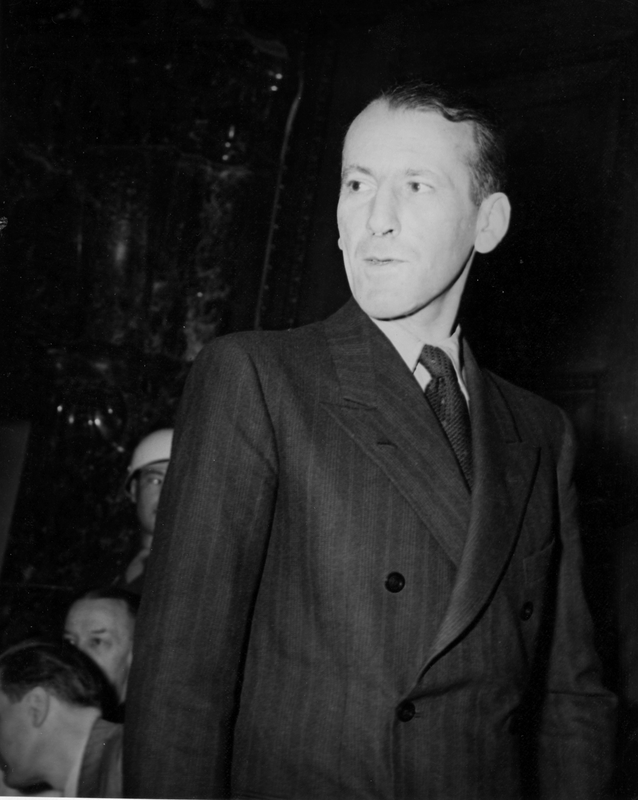
Ernst Kaltenbrunner, jefe de la Gestapo y de la RSHA, planificó la operación bajo las órdenes de Hitler.

El espía soviético de diecinueve años Guevork Vartanián reclutó a un pequeño número de agentes en Irán, donde su padre también era espía de la URSS bajo la cobertura de un rico comerciante. Fue el grupo de Vartanian el que ubicó una partida avanzada de seis operadores de radio alemanes que habían descendido en paracaídas cerca de Qum (a 60 km de Teherán) y los siguieron hasta Teherán donde una red de espionaje alemana les proveyó una villa para albergarlos. También pudieron establecer que los alemanes estaban en contacto con Berlín vía radio y grabaron sus comunicaciones. Cuando estas fueron decodificadas, revelaron que se había planificado la llegada de un segundo grupo de operaciones liderados por Skorzeny con la finalidad de realizar los asesinatos. Skorzeny ya había visitado Teherán para reconocerlo y fue seguido por el grupo de Vartanian.
Luego del descubrimiento del plan todas las transmisiones alemanas fueron interceptadas por las inteligencias soviética y británica. Sin embargo, uno de los alemanes pudo enviar un mensaje con un código secreto indicando que se encontraban bajo vigilancia y que la operación fue detenida. El propio Skorzeny consideró que el trabajo de inteligencia en Teherán era inadecuado y no creyó que un plan tan complejo podía tener éxito.
No obstante, muy pronto surgieron dudas entre los servicios de espionaje británicos y los estadounidenses sobre la autenticidad de la "Operación Weitsprung". Una primera sospecha era que las únicas fuentes para conocer el detalle de lo acontecido fueran siempre soviéticas, en segundo lugar les extrañó que entre los muchísimos archivos nazis capturados tras la guerra nunca se hallaron documentos alemanes mencionando este plan. Además, considerando que Irán estaba bajo ocupación anglosoviética desde 1941, les sorprendió que un grupo con tantos agentes germanos -reunidos en una misma villa- actuara tan fácilmente en Teherán, donde en 1943 había decenas de agentes de la NKVD. 
Un punto especial que alimentó las dudas fue que el propio Skorzeny manifestó en sus memorias de posguerra que en una reunión de él con Walter Schellenberg -jefe de operaciones exteriores del Sicherheitsdienst-  el mismo Hitler propuso la idea de matar a los líderes aliados en Teherán, pero que Skorzeny y Schellenberg convencieron al jerarca nazi que tal proyecto era inviable, sin que volviese a tratarse dicho tema y sin que el Sicherheitsdienst enviase agentes a Irán en 1943. Skorzeny agregó también que jamás existió un oficial de nombre "Von Ortel" de la SS en la Ucrania ocupada, y que la "Operación Weitsprung" había "existido solamente en la imaginación de algunos autores".
Vartanian recibió honores como Héroe de la Unión Soviética en 1984 por sus servicios durante la Segunda Guerra Mundial y la Guerra Fría.